# Trifon Xhagjika
Trifon Xhagjika (Peshtan, 20 aprile 1932 – Tirana, 23 dicembre 1963) è stato un militare, poeta e giornalista albanese.

## Biografia
Nacque a Peshtan, villaggio nel comune di Tepelenë, il 20 aprile (secondo alcune fonti il 29 aprile) 1932; ebbe almeno due fratelli, Anastas e Ylli, e due sorelle, Aleksandra e Sotira. Nel 1941 la famiglia si trasferì a Tirana dopo che la loro casa era stata distrutta durante l'invasione italiana della Grecia. Completò gli studi a Elbasan e si diplomò nel 1954 come ufficiale d'artiglieria antiaerea, lavorando poi presso il Ministero della difesa come giornalista e redattore di pubblicazioni e regolamenti vari.
Appassionato di letteratura e musica, chiese più volte di potersi recare a Mosca per proseguire gli studi letterari ma non gli fu permesso. Al fianco dell'attività giornalistica presso il ministero, pubblicò poesie e saggi filosofici su diverse riviste e giornali tra cui Drita, Nëntori e Ylli. Nel 1959 pubblicò la sua prima raccolta di poesie intitolata Gjurma. Fu amico di diverse personalità del panorama letterario albanese tra cui Drago Siliqi, Dritëro Agolli e Razi Brahimi.
Fu arrestato dalla Sigurimi il 18 agosto 1963 e il 6 dicembre successivo fu condannato a morte per agitazione e propaganda contro il regime socialista. Fu fucilato il 23 dicembre 1963 e sepolto in una località sconosciuta. Sebbene molte sue opere siano scomparse con lui, alcune poesie sono state pubblicate postume dopo la caduta della Repubblica Popolare Socialista.
Nel 1994 il Presidente della Repubblica Sali Berisha lo ha insignito dell'onorificenza di martire della democrazia.